# Filosseno (militare)
Filosseno (in greco antico: Φιλόξενος?, Filòxenos) (fl. IV secolo a.C.), fu un militare antico macedone inviato da Alessandro Magno a prendere possesso di Susa dopo la battaglia di Gaugamela e a riscuotere i tributi nelle province a nord del Tauro a partire dal 331 a.C.
Durante la spartizione di Triparadiso (321 a.C.) fu nominato da Perdicca satrapo della Cilicia in sostituzione di Filota.

## Biografia
Filosseno era un ufficiale di Alessandro Magno. Secondo la testimonianza di Arriano, fu delegato da quest'ultimo alla riscossione dei tributi nelle province a nord del Tauro dopo il ritorno del re dall'Egitto nel 331 a.C.. Si può supporre, tuttavia, che Filosseno non assunse immediatamente questo incarico, dato che poco tempo dopo fu inviato dallo stesso Alessandro, dopo la vittoria di Gaugamela, a prendere possesso di Susa e del suo tesoro, missione che Filosseno portò a termine senza problemi (ottobre 331 a.C.).
Successivamente, rimase in Asia Minore fino al 323 a.C., quando condusse delle truppe di rinforzo dalla Caria a Babilonia, dove arrivò prima dell'insorgere della malattia che portò Alessandro alla morte (giugno 323 a.C.).
In occasione della successiva spartizione di Babilonia, le fonti antiche non menzionano l'ufficiale macedone, mentre nel corso della spartizione di Triparadiso (321 a.C.) Filosseno fu nominato da Perdicca satrapo di Cilicia, in sostituzione di Filota, deposto dallo stesso reggente al trono macedone. Dopo che Filosseno ebbe preso possesso della sua satrapia, le fonti antiche non riportano altre notizie su di lui.

### Fonti primarie
- Arriano, Anabasi di Alessandro.
- Diodoro, Bibliotheca historica.
- Giustino, Epitome delle Storie Filippiche di Pompeo Trogo.
- Pausania, Periegesi della Grecia.
- Plutarco, Vite parallele, Alessandro.

### Fonti secondarie
- (EN) William Smith (a cura di), Philoxenus, in Dictionary of Greek and Roman Biography and Mythology, 1870.